# علی محمد شین
علی محمد شین (انگلیسی: Ali Mohamed Shein؛ زادهٔ ۱۳ مارس ۱۹۴۸) سیاست‌مدار اهل تانزانیا است. وی از ۲۰۱۰ تا ۲۰۲۰ هفتمین رئیس‌جمهور زنگبار بود.